# Ports-sur-Vienne
Ports-sur-Vienne ( voorheen Ports ) is een gemeente in het Franse departement Indre-et-Loire (regio Centre-Val de Loire) en telt 347 inwoners (1999). De plaats maakt deel uit van het arrondissement Chinon.
De naamswijziging gebeurde bij decreet van 26 februari 2020.

## Geografie
De oppervlakte van Ports-sur-Vienne bedraagt 11,1 km², de bevolkingsdichtheid is 31,3 inwoners per km².
De onderstaande kaart toont de ligging van Ports-sur-Vienne met de belangrijkste infrastructuur en aangrenzende gemeenten.

## Demografie
Onderstaande figuur toont het verloop van het inwonertal (bron: INSEE-tellingen).